# スター・ウォーズ エピソード4/新たなる希望
『スター・ウォーズ エピソード4/新たなる希望』（原題: Star Wars: Episode IV A New Hope）は、1977年のアメリカのスペースオペラ映画。公開時のタイトルは、『スター・ウォーズ』（Star Wars）。監督、脚本はジョージ・ルーカスが務め、マーク・ハミル、ハリソン・フォード、キャリー・フィッシャー、ピーター・カッシング、アレック・ギネスらが出演する。「スター・ウォーズ」オリジナル三部作の第1作目であり、シリーズで初めて製作された作品で、「スカイウォーカー・サーガ」の第4作目にあたる。

## 概要
公開当初のタイトルは『スター・ウォーズ（Star Wars）』であった。
「新たなる希望（A New Hope）」という副題は1976年の脚本の最終稿に見えていたが、公式に付けられたのは1980年の『スター・ウォーズ 帝国の逆襲』公開前のリバイバル上映からで、オープニング・クロールに加えられるようになったのはVHS版からであった。
もともと「大河ドラマの一部」という前提で製作された（3年に一度続編を作ると言われていたが実際には無理だった）ための便宜上の副題であったがシリーズ化に成功、更に1999年に前日談となる『スター・ウォーズ エピソード1/ファントム・メナス』が公開されて以降、各作品を区別するため正式なタイトルとして「エピソード4（Episode IV）」も付け加えられた。
のちに制作される『スター・ウォーズ エピソード3/シスの復讐』から19年後の物語にあたり、ルーク・スカイウォーカーがかつて自身の父を弟子にしていたオビ＝ワン・ケノービとの出会いをきっかけにジェダイとしての道を進み始める経緯と、帝国軍と反乱軍との戦いに関わっていく経緯が描かれる。
1997年の《特別篇》公開、2004年のDVD版や2011年のBlu-ray版の発売、2019年の4K版リリースに際し、その都度最新のデジタル技術などを用いて一部内容の修正・変更が行われている。1997年以降に公式に公開された作品はすべて「特別篇」をベースに上乗せ・修正されたものとなっている。
特撮シーンの評価も高かったが第一次、第二次世界大戦の記録映像を研究して作り上げられた戦闘機の空中戦シーンとその編集、ベン・バートが制作した既成の音源に頼らないユニークな効果音やキャラクターの声をもそれまでにない新しさを印象付ける一助となり、アカデミー賞を得ている。
1977年公開当時、1978年公開の映画『未知との遭遇』などとともに世界的なSFブームを巻き起こし、それまでマニアックな映画としてしか認識されていなかったSF作品を誰でも楽しめるエンターテインメントへと評価を完全に変えた。アメリカ国内のみでの総合興行収入（インフレーション調整版）は歴代2位（世界歴代興行収入上位の映画一覧参照）。
1989年には、アメリカ議会図書館フィルム保存委員会により永久保存映画に選定された。同年から始まった当制度のリストに登録された最初の作品の一つで、その中で最も新しい作品だった。

## ストーリー
遠い昔、はるか彼方の銀河系で…。
ジェダイ騎士団と旧銀河共和国が滅亡して久しい時代、かつて平和だった銀河系は銀河帝国による圧政下にあった。
そんな中、銀河帝国の支配に抵抗する反乱同盟軍（反乱軍）が秘密基地より奇襲を仕掛け、その戦いの最中に反乱軍のスパイが、帝国軍が完成させたばかりの巨大宇宙要塞であるデス・スターの設計図のデータを盗み出すことに成功した。皇帝の弟子であるシスの暗黒卿ダース・ベイダーは、設計図奪還と反乱軍の本拠地の早期発見を命じられる。
反乱軍の指導者の一人レイア・オーガナ姫は、惑星オルデランへ帰還の途上だったが、ベイダー率いる帝国軍のスター・デストロイヤーに襲撃され、輸送船は拿捕される。激しい戦闘の最中、レイアは養父ベイル・オーガナ元老院議員の旧友であるオビ＝ワン・ケノービに助けを求めるべく、ドロイドのR2-D2に救援メッセージとデス・スターの設計図を託し、R2は相棒のC-3POと共に船から脱出することに成功する。
R2-D2とC-3POは、砂漠の惑星タトゥイーンに漂着する。原住種族のジャワに捕獲されて売りに出された2体は、農場の主人オーウェン・ラーズとベルー夫妻と甥の農場手伝いの青年ルーク・スカイウォーカーに購入された。ルークによって整備されたR2は、ふとした拍子にレイアのメッセージを再生してしまう。R2は夜中にラーズ家を抜け出し、単身でオビ＝ワンにそのメッセージを届けようとするが、後を追ったルークらと共に危険な原住種族サンドピープルの襲撃に遭う。しかし、近所に住む老人ベン・ケノービに助けられる。
実はベンこそが、名を変えて隠遁していたジェダイの騎士のオビ＝ワンであった。彼はルークらを自宅へ招くと、ルークに彼の父の形見であるライトセーバーを渡し、銀河共和国の守護者であったジェダイ騎士団について、自身と同じく騎士だったアナキンについて、ジェダイの騎士の力の源たるエネルギーのフォースについて、そして皇帝の側に付いてジェダイ騎士団を裏切り、アナキンはじめ多くのジェダイ達を殺害した元弟子ベイダーの過去を話す。そしてオビ＝ワンは、レイアのメッセージを受けて、彼女の故郷の惑星オルデランへの旅へルークを誘うが、彼は叔父が許してくれないと断り、オビ＝ワンを近くの町まで送ろうとする。その途中、ルークらはドロイドを売ったジャワたちが帝国軍に襲撃された現場を見て、家の危機を察知し農場へ駆け戻るが、時すでに遅く、オーウェンとベルーはストームトルーパーによって惨殺され、農場は焼き払われていた。もはやタトゥイーンに留まる理由をなくしたルークは、父のようにジェダイの騎士になることを誓って、オビ＝ワンとオルデランへ行くことを決意する。一行はモス・アイズリー宇宙港で密輸業者のハン・ソロとチューバッカを雇い、彼らの宇宙船ミレニアム・ファルコンで帝国軍の追跡を振りきってハイパースペースにジャンプし、オルデランへ向かう。
同じ頃、帝国軍に囚われの身であったレイアは、ベイダーによる執拗な尋問にも頑強に抵抗していた。業を煮やしたデス・スター司令官ターキン総督は、反乱軍の秘密基地の所在を吐かねば故郷オルデランを破壊すると脅し、レイアはやむなく既に放棄された反乱軍の基地の所在を教えるが、ターキンは反乱軍への見せしめとして、オルデランをデス・スターの究極兵器であるスーパーレーザーで破壊してしまう。その瞬間、ファルコンの中でルークにフォースを教えていたオビ＝ワンは、フォースに異常な乱れが起きたことを感じた。彼らが到着した時には既にオルデランは星屑と化しており、付近にあったデス・スターを衛星だと勘違いしていた一行は、トラクター（牽引）ビームによって捕らえられてしまう。
ルークたちはファルコンの密輸用の二重床に隠れて捜索をやり過ごし、ストームトルーパーの装甲服を奪って変装すると、管制室へ潜入する。R2にデス・スターのコンピューターから情報を引き出させ、トラクタービームは複数の電源のうち1つを切るだけで停止することを知ると、オビ＝ワンは一人で電源を切りに向かった。その後、R2の解析により、レイアがここに監禁され、処刑を待っていることが分かり、ルークはハンとチューバッカを説得し救出に向かう。帝国軍の猛追を受けながらも、3人はレイアの救出に成功し、ファルコンへと急ぐ。トラクタービームの電源を切ったオビ＝ワンは、ファルコンの目前でベイダーと再会、ライトセーバーを交える。ファルコンへ乗り込もうとするルークたちを見たオビ＝ワンは、何かを悟ったかのように笑みを浮かべ、ライトセーバーの構えを解く。直後、ベイダーのライトセーバーがオビ＝ワンの胴体を切り払うが、彼の肉体は消滅した。
TIEファイターの追撃を振りきり、ファルコンはレイアの案内で反乱軍の基地のあるヤヴィン第4衛星へたどり着く。設計図を解析した結果、「デス・スターの武装は艦隊戦を想定したものであり、小型宇宙戦闘機であれば砲火を掻い潜れる」ほか、「反応炉の排熱口が外面に直結している」という構造上の弱点が判明し、その排熱口よりプロトン魚雷を反応炉まで撃ち込み、連鎖反応で要塞そのものを破壊する作戦が立案される。その頃、ファルコンに追跡装置を仕掛けた上でわざと逃がしていた帝国軍は、ついに基地の位置を突き止め、デス・スターの圧倒的な力をもって星ごと破壊せんと進撃する。ルークはスクランブルする反乱軍のレッド中隊に加わり、R2を相棒にパイロットとしてXウィングに乗り込み、戦場へ向かおうとするが、礼金を受け取ったハンとチューバッカは早々に基地を立ち去ってしまう。
反乱軍パイロットたちは、果敢にデス・スターに攻撃を挑むも、激しい対空砲火を掻い潜りながら直径2メートルしかない排熱口への攻撃は困難を極め、ベイダー自ら率いるTIEファイター部隊により、次々と撃墜されていく。デス・スターが迫る中、遂に最後の攻撃担当となったルークは、聴こえてきた内なるオビ＝ワンの声に従い、自動照準装置に頼らず、フォースの導きにより目標を捉えようとする。しかし、背後から迫るベイダーの攻撃により戦友を失い、R2も攻撃で損傷、ヤヴィン第4衛星はデス・スターの射程内に入り、絶体絶命と思われた。その時、突如TIEファイターが撃破された。立ち去ったと思われたハンがファルコンで戻ってきたのであった。突然の攻撃に慌てた帝国軍パイロットがフォーメーションを乱してベイダー機と衝突、勢いでベイダーは要塞の外へ弾き出される。危機を脱したルークは見事プロトン魚雷を排熱口に撃ち込み、スーパーレーザーが発射される寸前にデス・スターは大爆発し、ターキンもろとも宇宙の藻屑と消えた。大戦果を成し遂げたルークに、オビ＝ワンは常にフォースが共にあると囁きかける。
戦いのあと、反乱軍の戦勝式典が開かれ、ルーク、ハン、チューバッカの3人はレイアから勲章を授与され、英雄として万雷の拍手と賞賛を受けた。

## キャスト
- ルーク・スカイウォーカー - マーク・ハミル
- ハン・ソロ - ハリソン・フォード
- レイア・オーガナ - キャリー・フィッシャー
- ダース・ベイダー - デヴィッド・プラウズ（演）＆ジェームズ・アール・ジョーンズ（声）
- オビ＝ワン・“ベン”・ケノービ - アレック・ギネス
- C-3PO - アンソニー・ダニエルズ
- R2-D2 - ケニー・ベイカー（演）
- チューバッカ - ピーター・メイヒュー
- ターキン総督 - ピーター・カッシング
- オーウェン・ラーズ - フィル・ブラウン
- ベル・ホワイトスン - シラー・フレイザー
- ボバ・フェット - ジェレミー・ブロック
- グリード - ポール・ブレイク、マリア・デ・アラゴン
- ストームトルーパー - ローリー・グード
- サンドトルーパー - アンソニー・フォレスト
- レッド・リーダー（ガーヴェン・ドレイス） - ドリュー・ヘンレイ
- ゴールド・リーダー（ジョン・“ダッチ”・ヴァンダー） - アンガス・マッキネス
- ウェッジ・アンティリーズ - デニス・ローソン
- ビッグス・ダークライター - ギャリック・ヘイゴン
- 反乱軍パイロット - ジョン・チャップマン、ローリー・グード
- リーサブ・サーリン - パム・ローズ
- モッティ提督 - リチャード・ルパルメンティエ
- マサッシ・テンプル・ガード - デレック・ライオンズ

## 日本語吹替
| 役名                                   | 俳優                                                                   | レコード版   | 劇場公開版   | 劇場公開版    | 劇場公開版    | 劇場公開版 | 特別篇     | 特別篇        |
| 役名                                   | 俳優                                                                   | レコード版   | 劇場公開版   | 日本テレビ版1 | 日本テレビ版2 | 旧ソフト版 | 新ソフト版 | 日本テレビ版3 |
| -------------------------------------- | ---------------------------------------------------------------------- | ------------ | ------------ | ------------- | ------------- | ---------- | ---------- | ------------- |
| ルーク・スカイウォーカー               | マーク・ハミル                                                         | 神谷明       | 奥田瑛二     | 渡辺徹        | 水島裕        | 島田敏     | 島田敏     | 石田彰        |
| ハン・ソロ                             | ハリソン・フォード                                                     | 羽佐間道夫   | 森本レオ     | 松崎しげる    | 村井國夫      | 磯部勉     | 磯部勉     | 堀内賢雄      |
| レイア・オーガナ                       | キャリー・フィッシャー                                                 | 潘恵子       | 森田理恵     | 大場久美子    | 島本須美      | 高島雅羅   | 高島雅羅   | 石塚理恵      |
| ダース・ベイダー                       | デヴィッド・プラウズ（演） ジェームズ・アール・ジョーンズ（声）        | 辻村真人     | 南原宏治     | 鈴木瑞穂      | 坂口芳貞      | 大平透     | 大平透     | 坂口芳貞      |
| オビ＝ワン・“ベン”・ケノービ           | アレック・ギネス                                                       | 納谷悟朗     | 河原崎國太郎 | 久米明        | 滝田裕介      | 納谷悟朗   | 納谷悟朗   | 滝田裕介      |
| グランドモフ・ウィルハフ・ターキン総督 | ピーター・カッシング                                                   | 山田康雄     | 北村弘一     | 川辺久造      | 川辺久造      | 大木民夫   | 大木民夫   | 大木民夫      |
| C-3PO                                  | アンソニー・ダニエルズ                                                 | 三橋洋一     | 高山栄       | 野沢那智      | 野沢那智      | 野沢那智   | 野沢那智   | 岩崎ひろし    |
| オーウェン・ラーズ                     | フィル・ブラウン                                                       |              | 塩見竜介     | 小瀬格        | 宮川洋一      | 村松康雄   | 村松康雄   | 山野史人      |
| ベルー・ホワイトサン・ラーズ           | シラー・フレイザー                                                     |              | 藤夏子       | 本山可久子    | 中西妙子      | 斉藤昌     | 斉藤昌     | 立石凉子      |
| グリード                               | ポール・ブレイク（演） マリア・デ・アラゴン（演） ラリー・ワード（声） | （登場せず） | 千葉繁       | （原音）      | （原音）      | 田原アルノ | （原音）   | （原音）      |
| コナン・アントニオ・モッティ提督       | リチャード・ルパルメンティエ                                           |              | 小林通孝     | 寺島幹夫      | 安田隆        | 池田勝     | 池田勝     | 内田直哉      |
| ジャン・ドドンナ将軍                   | アレックス・マクリンドル                                               |              | 青野武       | 大木民夫      | 藤本譲        | 北村弘一   | 北村弘一   | 平野稔        |
| ガーヴェン・ドレイス                   | ドリュー・ヘンレイ                                                     |              | 玄田哲章     | 金内吉男      | 玄田哲章      | 大山高男   | 大山高男   | 内田直哉      |
| ビッグス・ダークライター（隊員1）      | ギャリック・ヘイゴン                                                   |              | 屋良有作     | 池田勝        | 千田光男      | 小島敏彦   | 小島敏彦   | 大川透        |
| ウェッジ・アンティリーズ（隊員2）      | デニス・ローソン（演） デビッド・アンクラム（声）                      |              | 千葉繁       | 安原義人      | 塩沢兼人      | 津田英三   | 津田英三   | 猪野学        |
| ゴールドリーダー                       | アンガス・マッキネス                                                   |              | 沢木郁也     | 寺島幹夫      | 屋良有作      | 沢木郁也   | 青山穣     |               |
| ジョン・D・ブラノン（レッドフォー）    | ジャック・クラフ                                                       |              | 宮村義人     | 藤城裕士      | 藤城裕士      |            |            | 小森創介      |
| ジェイク・ポーキンス                   | ウィリアム・フットキンス                                               |              | 小滝進       | 安田隆        | 島香裕        | 広瀬正志   | 広瀬正志   | 長嶝高士      |
| ヴァンデン・ウィラード将軍             | エディ・バーン（演） マイケル・ベル（声）                              |              | 稲葉実       | 稲葉実        |               |            |            |               |
| プラージ中佐                           | ジョージ・ルービセク                                                   |              | 鈴木慎       | 大木民夫      | 平林尚三      | 小島敏彦   | 小島敏彦   | 加藤亮夫      |
| デイン・ジャー中佐                     | アル・ランパート                                                       |              | 千田光男     | 池田勝        | 千田光男      | 城山堅     | 城山堅     | 大川透        |
| カシオ・タッグ将軍                     | ドン・ヘンダーソン                                                     |              | 青野武       | 渡部猛        | 細井重之      | 大山高男   | 大山高男   | 池田勝        |
| ポール・トレイダム中尉                 | ピーター・サマー                                                       |              | 沢木郁也     | 大島博樹      | 玄田哲章      | 沢木郁也   | 沢木郁也   | 小野塚貴志    |
| シャン・チルゼン中尉                   | マルコム・ティアニー                                                   |              | 玄田哲章     | 広瀬正志      | 藤城裕士      | 田原アルノ | 田原アルノ | 加藤亮夫      |
| タンブリス中尉                         | アンディ・ブラッドフォード                                             |              |              | 外崎晃        | 秋元羊介      | 古田信幸   | 古田信幸   | 加瀬康之      |
| ドクター・エヴァザン                   | アルフィ・カーティス                                                   |              | 小林通孝     | 広瀬正志      | 屋良有作      | 広瀬正志   | 広瀬正志   | 長嶝高士      |
| ナレーター                             | （なし）                                                               | 広川太一郎   | （なし）     | 金内吉男      | 城達也        | 岡部政明   | （なし）   | 若山弦蔵      |

- レコード版：「THE STORY OF THE STAR WARS」映画本編のダイジェスト版ともいうべきレコードの日本語版

原作：ジョージ・ルーカス、音楽：ジョン・ウィリアムズ、脚本：鏡明／宮崎真由美、制作：高和元彦、演出：上野修
- 劇場公開版：松竹富士リバイバル劇場公開日本語吹き替え版（DVDリミテッドエディション収録）

監修：ジョージ・ルーカス、演出：原田眞人、台本：宇津木道子、調整：兼子芳博、スタジオ：新坂スタジオ、担当：ザック・プロモーション
- 日本テレビ版1：1983年10月5日初回放送 日本テレビ「開局30年記念水曜ロードショー/世紀の超大作完全放送 スター・ウォーズ ロボットC-3PO、R2-D2がタモリと一緒にTV局に現れて…」版（TV初放送）

演出：田島荘三、翻訳：大野隆一、監修：野田昌宏、調整：近藤勝之／川崎宗利、録音助手：関範明、音響効果：南部満治／大橋勝次／河合直、スタジオ：コスモスタジオ／NTV映像センター、制作進行：小嶋尚志／本多敬、制作協力：コスモプロモーション、担当：梶原隆／横山宗喜（日本テレビ）、制作：日本テレビ
その他の出演：千田光男、神谷和夫、湯川元敬、佐藤政通、田村勝彦、飯塚昭三、立沢雅人、及川智靖
- 日本テレビ版2：1985年10月11日初回放送 日本テレビ「金曜ロードショー/映画史上不滅の超大作ノーカット放送!! スター・ウォーズ」

その他の出演：西村知道
演出：蕨南勝之、翻訳：大野隆一、監修：野田昌宏、調整：近藤勝之、効果：新音響、製作：コスモプロモーション／日本テレビ 奥田誠治
- ソフト版：VHS・DVD・Blu-ray ※DVD以降は特別篇本編に合わせて追加録音・再編集し5.1chにリミックスしたものを収録

その他の出演：小室正幸、星野充昭、島香裕
演出：伊達康将、翻訳：岡田壯平、調整：高久孝雄／飯村靖雄、効果：リレーション、制作：東北新社
- 日本テレビ版3：2002年5月3日初回放送 日本テレビ「金曜ロードショー」

その他の出演：佐々木敏、楠見尚己、天田益男、小形満、田島康成、廣田行生
演出：佐藤敏夫、翻訳：岡田壯平、調整：長井利親、効果：リレーション、編集・録音：ムービーテレビジョン

## スタッフ
- 監督・脚本・製作総指揮：ジョージ・ルーカス
- 製作：ゲイリー・カーツ（特別篇：リック・マッカラム）
- 撮影：ギルバート・テイラー
- 編集：ポール・ハーシュ、マーシア・ルーカス、リチャード・チュー
- 音楽：ジョン・ウィリアムズ
- 美術：ジョン・バリー
- 音響効果：ベン・バート
- SFX：ジョン・ダイクストラ、リチャード・エドランド、フィル・ティペット、ジョン・スティアーズ、ILM
- 製作：20世紀フォックス / ルーカスフィルム・リミテッド
- 特殊メイク：スチュアート・フリーボーン、ダグ・ベズウィック、リック・ベイカー
- 日本語字幕：岡枝慎二（初公開時）、林完治（特別篇）
- 吹替翻訳：宇津木道子（初公開時）、岡田壯平（ソフト版・特別篇/日テレ2002版）、大野隆一（日テレ初回版、日テレ版）

## 製作

### 製作背景
本作が製作された1970年代中盤のアメリカ映画は、ベトナム戦争終結等の社会風潮を受け、内省的なアメリカン・ニューシネマが多くを占めていた。ベトナム戦争以前の「古きよきアメリカ」を描いた『アメリカン・グラフィティ』で一定の成功をおさめたジョージ・ルーカスは、かつてのアメリカ娯楽映画の復権を意図し、古典コミック『フラッシュ・ゴードン』の映画化を企画する。しかし、既に映像化権をディノ・デ・ラウレンティスに取得されていたために断念し、その構造を取り入れたオリジナル作品の脚本を執筆した。一般的にはSF映画というジャンルに分類されている本作であるが、内容はまさに娯楽映画の見本市であり、戦争映画をはじめ、西部劇、海賊映画、ラブロマンス、ヒューマン、ミュージカル、果ては日本の時代劇の要素まで盛り込まれている。
しかし、完成した『アメリカン・グラフィティ』の内容を酷評したユニバーサル上層部は、ルーカスの企画に許可を出さなかった。他にユナイテッド・アーティスツとディズニーにも持ち込んだものの断られ、結局20世紀フォックスの社長であったアラン・ラッド・ジュニアとの直談判で、彼がルーカスの才能を見込んだことから、同社での配給が決定した。撮影は1976年にチュニジアでのロケから始まったものの、トラブルが続発し、もともと内向的であったルーカスは多忙からくるストレスで心臓発作を起こしそうになり、一時入院したほどであった。
製作時、ほとんどの関係者は「毛むくじゃらの猿が二足歩行しているし、ヒロインは変な団子を付けているし、変な映画だ」などと思ったという。中には「ゴミ映画だ」とぼやいたカメラマンもいるなど、スタッフの中にすら内容を理解せず、真面目に制作に取り組まない者がおり、続くロンドンでの撮影でもルーカスを悩ませた。このため、撮影終了後はアラバマ州で『未知との遭遇』を撮影していた親友のスティーヴン・スピルバーグを訪ね、「もう大作はこりごりだ」と言っていたという。
ルーカスがスピルバーグやブライアン・デ・パルマなどの同業の友人たちを招いて、自宅で完成前のラッシュ試写を行った際には気まずい空気が流れ、デ・パルマは「ダース・ベイダーは陳腐な悪玉」、「フォースという名の都合のよい便利な魔法」、「レイア姫の菓子パンのような三つ編み」、「冒頭の長すぎるスーパーインポーズ」などと酷評した。これに立腹したルーカスは「よく言うね。君は映画で成功したことがないくせに。僕はせめて5,000万ドルは儲けてやる！」と言い返した。反対にスピルバーグは「5,000万ドルなんてものじゃない。1億ドルは儲かる」と絶賛した。完成後の試写会と同時にそうした低評価の感想は減り、20世紀フォックス社内でも期待する声が出てきたものの、それでも関係者の中には試写中に居眠りをする者などがいた。
しかし、当時のアメリカの各映画館は、SF映画を子供やマニア向けのB級映画と低くみなして上映することを渋り、20世紀フォックスは他の映画作品との抱き合わせるかたちで売り込みを行わざるを得なかった。ルーカス自身も前評判の悪さに自信を失い、興行が大失敗すると思い込み、結果を聞くまいとプレミア公開翌日にハワイ旅行に出かけ、電話もテレビもない別荘に籠もっていたという。その前にルーカスはプレミア公開時にチャイニーズ・シアターで行列に出くわしたが、本作だとは知らずに「こんなにヒットする映画なんてうらやましい」と思ったという。
ルーカスは、自身が受け取る本作の収益歩合と、スピルバーグが製作中であった『未知との遭遇』の収益歩合を交換しようと持ち掛け、本人以上に作品を高く評価していたスピルバーグはこれを了承し、収益の2.5%を交換することにした。公開と同時に大ヒットしたことを、電話のつながらない場所にいたルーカスにいち早く伝えたのも彼であった。結果として『スター・ウォーズ』は『未知との遭遇』を超える大ヒットとなり、現在になってもその印税収入は、スピルバーグに利益をもたらしている。

### 影響
ルーカスは特撮映画の巨匠レイ・ハリーハウゼンに大きな影響を受けており、「僕達のほとんどが子供の頃から彼の影響を受けてきた。その存在なくして『スター・ウォーズ』は生まれなかった。」と語っている。製作にあたっては黒澤明監督の『隠し砦の三悪人』を元にしたとも言われる。特に物語のキーパーソンとなるC-3PO、R2-D2の2体のドロイドのモデルは『隠し砦の三悪人』に登場した戦国時代の2人の百姓、太平（千秋実）と又七（藤原釜足）であるとルーカス自身が認めており、同じく姫から褒美をもらうというラストシーンも双方の作品に見受けられる。
序盤のモス・アイズリー宇宙港の酒場で、オビ＝ワンが自身とルークに因縁をつけてきたゴロツキの宇宙人2人の腕を切り落とすシーンは『用心棒』によく似たシーンが存在し、中盤にデス・スター内でミレニアム・ファルコンの床に隠れるシーンは『椿三十郎』の若侍を三十郎が隠すシーンを彷彿させる。また、オビ＝ワン役（もしくはベイダー役）で三船敏郎に出演依頼があったという逸話もある。
ラストのデススターバトルは633爆撃隊のフィヨルド攻撃シーンの影響もみられる。

### 特撮
脚本にゴーサインがなかなか出ないため、ルーカスは友人から紹介されたイラストレーターのラルフ・マクォーリー（以降『帝国の逆襲』、『ジェダイの帰還』でもデザインを担当）にキャラクターや宇宙船のイメージ画制作を依頼し、それらも用いたプレゼンテーションを経てようやく20世紀フォックスから制作のゴーサインを得た。
映像化にはストップモーション・アニメーションやマット画といった古典的手法から大量の模型制作、光学合成、ミニチュアの爆破に至るまで幅広い技術が必要だったが、当時視覚効果スタジオは閉鎖が続き、本作で想定されたような映像を作り出すには数々のノウハウを一から生み出す必要があった。ルーカスとプロデューサーのカーツは「インダストリアル・ライト&マジック（ILM）」という社名で撮影スタジオや工房に使うための倉庫をヴァン・ナイスに借り、自主映画で特撮の研究をしていた学生やカメラマン、デザイナー、特殊メイクのアーティストを多数雇い入れた。ベテランの特撮スタッフも参加しており、「P.S.」名義でマット・ペインティングを手がけたハリソン・エレンショウ（ディズニーの特撮映画でペインターを務めたピーター・エレンショウの息子）はディズニーに所属していたが本作をディズニー作品と兼任で担当することを依頼され、本来断るところが、作品の面白さに惚れ込み承諾したという。
『2001年宇宙の旅』以後宇宙を舞台にした『サイレント・ランニング』を監督し、テレビシリーズ『スターロスト宇宙船アーク』のプロデューサーも務めていたダグラス・トランブルに視覚効果の統括が依頼されたが、彼は「もう宇宙はたくさん」と言って断った。しかし、『サイレント・ランニング』に参加したあともトランブルのスタジオに出入りしていたジョン・ダイクストラがこの話を知る。模型の移動装置とカメラの光学系操作をコンピュータで連動させることに成功しており、劇場映画に用立てることを望んでいたダイクストラは、ルーカスとカーツに売り込んで正式に依頼された。
夥しい数の要素を合わせプリントを重ねる光学合成プロセスが必須であり、画質の劣化を最小限に止めるためには大面積のフィルムで撮影することが望ましかったが、トランブルのスタジオで使われていた65mmフィルムのシステムはフィルムからカメラ機材に至るまで高価で映画の予算に収まらず、1961年の映画『片目のジャック』以降使われず枯れた技術となったビスタビジョン方式を採用。中古のビスタビジョン・カメラやプリンターも非常に安く調達可能で、35mmの汎用フィルムを使用しながら高画質が得られる利点は大きかった。
こうしてスタートした通称「トリック・ユニット」は本作でSFXの流行を呼び、映像化可能になった、あるいは大ヒットの可能性を見せたことで着手されるあてのなかったSF映画の企画の多くが一気に映画化に動き出す。本作後に一度解散したあと、次作『帝国の逆襲』で再結成されたILMは、アカデミー賞視覚効果部門で何年も連続受賞するなど大活躍を見せる。視覚効果デザイン部門のジョー・ジョンストンはやがてSFXを多用した映画監督にも転進し、ダイクストラ、リチャード・エドランド、フィル・ティペット、ピーター・クランなども独立してそれぞれのスタジオを構えることになる。
リドリー・スコット、ジェームズ・キャメロン、ローランド・エメリッヒやピーター・ジャクソンなど、高い技術を持ち自作に自由や融通の利く特撮工房を設立する映画監督の例は、デジタル時代になると頭角を表したが、彼らの多くは人生を変えるほどの影響を本作から受けたと語っている。
本作の製作をきっかけにダイクストラにより開発された「ダイクストラフレックス（Dykstraflex）」は、その後の特撮映画に大きな影響を与える。
劇中の撮影用のミニチュア（プロップ）の表面のディテールは既製品のプラモデルの部品を張り付けているが、これは一々彫刻するのが面倒であるのと、予算を抑えられるためである。これは当時のアメリカのSF映画では広く普及していた手法である。
また、惑星タトゥイーンの場面は主にチュニジアで撮影されたが、隣国であるリビアが劇中に登場する巨大輸送車サンドクローラーを軍用車両と勘違いし、危うく国際的な紛争が発生するところであった。

### コンピュータ・アニメーションとの関わり
本シリーズは、その当初から当時としては珍しくCGIと関わりがあった。
物語後半、分析されたデス・スターの設計図がブリーフィングで投影される場面があるが、これは手描きの動画ではなく、コンピュータで制作したCGを映したモニター画面をコマ撮りカメラで撮影し、フィルム投射したものである。USC時代のルーカスの後輩であるダン・オバノンが監修したもので、ソフトウェア開発はトーマス・デファンティ、プログラミングはラリー・キューバによる。
CG研究の第一人者とされるジョン・ホイットニー・ジュニアとキューバの2人は、完成上映後にXウイングの飛行映像をCGで製作し、ルーカスにプレゼンテーションを行った。『エピソード5/帝国の逆襲』では不採用だったものの、ルーカスもCGに将来性を見出し、ほどなくILMにCG研究部門が新設された。『エピソード6/ジェダイの帰還』ではやはり3DCGによる作戦図を製作したトム・ダフ、ウィリアム・リーヴスを含むこのチームは、ピクサーの母体となる。
ルーカスが「未完成」と語り技術の限界から映像化を断念せざるを得なかったシーンは、20年後公開の『特別篇』でデジタル・アニメーションを駆使して作り直された。のちの新三部作も、背景やキャラクターなど多くがCGで作られた。

### カットされたシーン
小説版にも存在する、ルークが冒頭の宇宙戦を地上から観察する場面があるが、この場面はもともと「映画が始まってから20分もの間、主人公が不在なのはおかしい」という制作当時の考えからとりあえず撮影だけはされたものの、編集段階でカットされた。なお、この場面では本編では一切使用することのなかったチューリップハット調の帽子をかぶったルークを見ることができる。2011年発売のブルーレイ版に特典映像として収録された。

## 公開・反響
ファースト・ランは全米都市部のわずか32館での上映であったものの、良質な娯楽映画とポジティブなストーリーに飢えていた大衆は、それまでの映画とは一線を画した迫力のある映像に熱狂し、各地で興行記録を更新するヒットを出した。上映館前に行列ができる様子がメディアで報道されることによって更に人口に膾炙し、世界的な社会現象となった。
それまで低い扱いだったSF映画というジャンルそのものに対する評価も一挙に引き上げ、以降『未知との遭遇』や『エイリアン』などの作品が続々と発表され、一大ブームが到来した。このことを伝えるため、スピルバーグはルーカスがこもっているハワイの別荘へ行き、そこで『インディ・ジョーンズ』の構想が生まれたといわれる。なお、本作をもってルーカスは負担の大きい監督業からしばらく離れることになる。
また、公開初日からそれまでの興行収入記録を一挙に塗り変え、『ジョーズ』を抜いて世界歴代興行収入記録を更新し、1982年には『E.T.』に抜かれるものの、その後の再上映で再び抜き返し、1997年に『タイタニック』に抜かれるまで1位であった。インフレーションを調整した興行収入ランキング（2022年時点）では全米歴代2位（世界歴代4位）である。
1978年の日本公開時、アラン・ラッド・ジュニアは来日してプレミア上映に参加した。本国アメリカやヨーロッパでは上映中や上映終了後には、拍手と歓声などで賞賛されたが、日本の劇場は静まり返っており、その沈黙という反応に不安を覚えたという。上映後、「日本人は、上映中は騒がないし、静かにじっと鑑賞することが賞賛の形だ」と聞き、安心したという。
また、本作の商品化ライセンスを取得していたケナー・プロダクツ（現ハズブロ）も、本作が失敗すると考え、玩具などの関連商品の販売はごく少数しか予定していなかった。しかし予想外のヒットによって供給が不足し、アメリカの玩具メーカーにとって最大の書き入れ時であるクリスマスまでに充分な商品を販売することが出来ず、購入希望者には注文用カードを配り、後日発送するという対応を取らざるを得なかった。公開当時に同社が発売したフィギュアは、現在でもマニアの間でコレクターアイテムとして高値で取引されている。そのため、『スター・ウォーズ』は映画関連のコンテンツ・ビジネスの成功例の嚆矢とも言われている。

## 日本におけるテレビ放映

### 初放映
1983年10月5日午後8時より日本テレビ系の「水曜特別ロードショー」（「金曜ロードショー」の前身）にて日本語吹替版が放送された。
この時は、「日本テレビ開局30年 記念特別番組」という名目で放送され、この日の日本テレビは、朝から生番組にC-3POとR2-D2を出演させて宣伝したり、夜7時からの1時間枠に「ウルトラ宇宙クイズ・秋のSF大決戦 スター・ウォーズまで後60分!! 全国子供博士大集合」という特別番組を放映したほか、映画本編も通常夜9時からの「水曜ロードショー」の放映枠を1時間前倒しし、3時間の特別編成を敷いた。
本編が始まる直前にも、日本テレビ局舎内で行われたタモリ、研ナオコ、徳光和夫やC-3PO・R2-D2、愛川欽也による解説、放送開始スイッチを押すまでの劇を行った。この時、本編の世界観を模したセットのあるスタジオでオーケストラを用いたテーマ演奏が行われた。この劇は、C-3POとR2-D2が日本テレビにやってくる場面から始まり、途中行われていたオーケストラ（SWテーマ）の演奏に浸っていたC-3POが、タモリ扮する警備員と揉めごとを起こしたり研ナオコをヨーダの娘と思ったりするというストーリーで、このシークエンスのあと、スタジオに着いたC-3POが時間が既に8時を過ぎていることに驚いて放送開始スイッチを押すという更なるシークエンスを挟んで本編に移行するというものであったが、C-3POが「放送開始」とボタンを押すたびにCMが流れ、「押すボタンを間違えた。本当のボタンはどこだ」と局内を移動する演出であったために著しい不評を買い、「早く映画を始めろ！」「ふざけるな！」といった苦情電話が殺到したことにより、後日ディレクターがコメントするという一幕もあった。
主な吹替の声優はルーク：渡辺徹、レイア：大場久美子、ハン・ソロ：松崎しげる。本編終了後、愛川欽也と渡辺・大場・鈴木宏昌（上述の演奏の指揮を担当。）の対談が入り、タモリに優しく手を振られながら去っていくC-3POとR2-D2の姿が映し出され、本編を模したクレジットとともに番組は終了する。
番組開始から映画本編開始までCMを含めて22分、映画本編終了から番組終了まで9分を要している。初放映と2回目の放送時間差が27分であることから順当な穴埋めといえる。

### 2度目の放映
2度目のテレビ放映も同じく日本テレビの「金曜ロードショー」枠（水曜から放送曜日移動）。新しい吹き替えバージョンとして、番組内で水野晴郎にも紹介された（初回放送時の解説であった愛川欽也は、映画解説というよりも「レイア姫、いい女だ」など個人的な感想しか述べず、そういう意味でも改善された）。主な声優はルーク：水島裕、レイア：島本須美、ハン・ソロ：村井国夫という、その後のシリーズ作と同じ組合わせでなされた。その際、ベイダー役は坂口芳貞となっていたが、その後のシリーズではベイダー役のみ初放映時の鈴木瑞穂が再び担当している。ちなみに、次週予告のテロップが流れる際、「新吹き替えで放送します」と入った。
この吹き替えバージョンは一際人気が高く、声優の配役についても「決定版」と評されることがあり、ソフト収録を希望するファンが多いとされる。しかし権利元の都合により、実現には至っていない。

### 地上波放映履歴
| 回数   | テレビ局   | 番組名             | 放送日         | 放送時間    | 吹替版        |
| ------ | ---------- | ------------------ | -------------- | ----------- | ------------- |
| 初回   | 日本テレビ | 水曜ロードショー   | 1983年10月5日  | 20:00-22:49 | 日本テレビ版1 |
| 2回目  | 日本テレビ | 金曜ロードショー   | 1985年10月11日 | 21:02-23:24 | 日本テレビ版2 |
| 3回目  | 日本テレビ | 金曜ロードショー   | 1988年4月1日   | 21:00-23:21 | 日本テレビ版2 |
| 4回目  | TBS        | 火曜ビッグシアター | 1989年8月29日  | 20:00-21:54 | 日本テレビ版2 |
| 5回目  | TBS        | 水曜ロードショー   | 1991年6月26日  | 21:00-22:54 | 日本テレビ版2 |
| 6回目  | フジテレビ | ゴールデン洋画劇場 | 1993年7月31日  | 21:02-22:54 | 日本テレビ版2 |
| 7回目  | 日本テレビ | 金曜ロードショー   | 2002年5月3日   | 21:03-23:29 | 日本テレビ版3 |
| 8回目  | フジテレビ | プレミアムステージ | 2004年10月30日 | 21:00-23:24 | 日本テレビ版3 |
| 9回目  | テレビ朝日 | 日曜洋画劇場       | 2005年7月3日   | 21:00-23:19 | ソフト版      |
| 10回目 | 日本テレビ | 金曜ロードSHOW!    | 2015年12月18日 | 21:00-22:54 | ソフト版      |
| 11回目 | 日本テレビ | 金曜ロードSHOW!    | 2018年6月29日  | 21:00-22:54 | ソフト版      |
| 12回目 | 日本テレビ | 金曜ロードショー   | 2025年4月25日  | 21:00-22:54 | ソフト版      |

## 受賞
- 第50回アカデミー賞

| 受賞           | 人物 |
| 編集賞         | リチャード・チョウ ポール・ハーシュ マーシア・ルーカス                                                     |
| 美術賞         | ジョナサン・バリー ノーマン・レイノルド レスリー・ディリー ロジャー・クリスチャン                          |
| 衣装デザイン賞 | ジョン・モロ                                                                                               |
| 作曲賞         | ジョン・ウィリアムズ                                                                                       |
| 録音賞         | レイ・ウエスト デレク・ボール ドン・マクドゥーガル ボブ・ミンカー                                          |
| 視覚効果賞     | リチャード・エドランド ジョン・スティアーズ ジョン・ダイクストラ ロバート・ブララック グラント・マキューン |
| 特別業績賞     | ベン・バート                                                                                               |
| ノミネート     | |
| 作品賞         | ゲイリー・カーツ                                                                                           |
| 監督賞         | ジョージ・ルーカス                                                                                         |
| 助演男優賞     | アレック・ギネス                                                                                           |
| 脚本賞         | ジョージ・ルーカス                                                                                         |

- サターンSF映画賞

## 「特別編」以降の変更点
スターウォーズのエピソード4~6、エピソード1は全編デジタル制作ではなかったため、後付けで何度か改良が行われ、本編の映像そのものの1080p化も同時に行われた。最初に1997年でエピソード4~6の全編修正が行われた「特別編」が制作され（主にVHS発売）、その後の2004年のスターウォーズの全編DVD化の開始時、2011年のBlu-ray Disc版の発売時、2019年のUltra HD Blu-rayおよびDisney+での配信時に改良が行われた。1997年の時点で3DCGの追加もファントム・メナスより先行して行われている。下記は特に重要な変更点についての記述である。

### 1997年版の変更点
- ドルビーデジタル、DTS対応の明記、スタッフクレジットの全面変更。
- 序盤のストームトルーパーがタトゥイーン上で捜索するシーンに後付けで人物や乗り物の生物が追加。
- サンドクローラーのデザイン変更。
- オビ＝ワン・ケノービがタスケンレイダーに対して放つ鳴き声の真似の音声の変更。
- ジャバ・ザ・ハットの没シーンの追加、3DCGによるジャバ・ザ・ハットの登場とボバ・フェットの追加。
- 酒場のシーンで先に打ったのがハン・ソロからグリードに変更。
- 砂漠のR2-D2の一部シーンは夕方の光景に変更。
- ルーク・スカイウォーカーとC-3POがR2-D2を探しに行くシーンが夜になった。
- ランドスピーダーが撮影のごまかしなしで、CGにより浮上する描写になった。
- モス・アイズリーの背景が変更。
- モス・アイズリー宇宙港に大幅なシーン追加+CG追加。
- ファルコンがデス・スターに入る時の背景シーンの追加。
- 帝国軍兵士が銃撃された時に出る火花を削除。
- ソロがストームトルーパーを追い詰めたシーンの背景が豪華になる。
- マサッシ宮殿が3DCGになる。
- ルークとビッグズ・ダークライターが再会するシーンの追加。
- ヤヴィンからXウィングが飛び立つシーンの全面変更。
- 祝勝会の兵士が修正。
- デス・スター爆発演出の変更。

### 2004年版の変更点
- 酒場のシーンの銃撃が短縮され、どちらが先に撃ったのか分かりにくくなった。
- ルーク・スカイウォーカーのライトセーバーが、一部のシーンで青色から緑色に変更された。
- オビ＝ワン・ケノービの鳴き声（再び修正）。
- タンティブ4の脱出ポッド発射時の効果音。
- C-3POがラーズ家に到達したときのセリフ追加（We stopped.)。
- ルークが夕日を見るシーンの空の色が修正。
- ファルコンを捜索するストームトルーパーのセリフ追加（There's no one here.）。
- ジャバ・ザ・ハットのCGがプリクエルに近い姿になる。
- デス・スターの廊下の奥行きが追加。
- 牽引ビームのゲージ表記に記載された英語がスターウォーズの独自言語に変更。
- ヘルメットをぶつけるストームトルーパーの効果音が大きくなる。
- オビ＝ワンとダース・ベイダーの戦闘シーンのライトセーバーの光がすべて修正された。
- 弾きだされるベイダーの呼吸音が削除。

### 2011年版の変更点
- Blu-ray Discの影響で全編のDTS-HD化。また、本編を家庭で視聴する際も1080pとなった。
- R2-D2が隠れる時の岩が追加。
- 酒場のシーンがさらに短縮。
- ルーク・スカイウォーカーのライトセーバーが、一部のシーンで緑色から青色に再変更された。
- タイ・ファイターの戦闘で球が発射されるシーンで画面右端が不自然にカットされている部分が埋められた。
- オビ＝ワン・ケノービの鳴き声（再び修正）。
- オビ＝ワンがR2-D2を見つめる時にR2-D2がわずかに鳴き声を発する。
- デス・スター爆発演出の再変更。

### 2019年版の変更点
- ドルビーアトモス、HDRに対応。映像のアスペクト比が2.35:1から2.39:1に変更。
- ルーカスフィルムのロゴが最新のものに変更。
- オビ＝ワン・ケノービのライトセーバーの青みが修正。
- グリードのセリフが追加。

## トリビア
- 邦題は当初『惑星大戦争』になる予定だったが、本作の本国アメリカでの大ヒットや、日本ではアメリカの翌年に公開されるなどの理由で中止になったため、最終的に1977年に公開された日本映画（『惑星大戦争』）のタイトルに流用された[18]。
- ルーカスは当初本作の続編として『侵略の惑星（Splinter of the Mind's Eye）』という企画を低予算で制作することを考えており、その中ではハン・ソロとチューバッカは登場せず、また舞台の大半が洞窟や霧の中という構想であった。結果的に予想を超える大ヒットにより、この企画はお蔵入りとなるが、1978年にアラン・ディーン・フォスターによってノベル化されたほか、設定の一部は『帝国の逆襲』に流用された。なお、同小説は『スター・ウォーズ』シリーズ初の「拡張世界（Expanded Universe、本シリーズにおけるスピンオフの呼称）」作品である。
- 黒澤明の映画が大好きなルーカスは、まずオビ＝ワン役を黒澤映画の顔であった三船敏郎に依頼したが三船に断られた[18]。
- ミレニアム・ファルコンの当初のデザインが、イギリスのSFテレビ番組である『スペース1999』に登場するイーグル・トランスポーターと似ているという意見をルーカスが気にしたため、1976年の本作の撮影直前になってファルコンのデザインやミニチュアはタンティヴIVとして流用された[19]。
- 当初反乱軍でのルークの所属部隊の名はブルー中隊で、Xウィングの機体にあるラインの色はブルーだったが、ブルーのラインがブルーバック合成では消えてしまうためレッド中隊に変更された[20]。後年、合成技術の進化により青も写せるようになったため、本作の直前までを描いた2016年の『ローグ・ワン/スター・ウォーズ・ストーリー』にブルー中隊が登場した。
- 1982年のトルコの映画「世界を救った男」は本作の映像や音楽を許可なく使用し「トルコのスター・ウォーズ」として知られるが、その内容は評論家から酷評されている[21][22][23]。
- 音響には当時最先端のドルビーステレオ（英語版）が利用されている[24][25]。初めて映画に使用された1976年公開の『スター誕生 (1976年の映画)』では製作総指揮・主演のバーブラ・ストライサンドがステレオの使用を望んだことで、『スターウォーズ』公開時には映画館の改修が進んでおり、結果的に恩恵を受けることになった[24][25]。
- ターキン役のピーター・カッシングは衣装として用意されたブーツが足に合わず、撮影時はスリッパを履いていた。彼の登場シーンでほとんど足元が映らないのはそのためである。